# Zidrou
Benoît Drousie, dit Zidrou, né le 12 avril 1962 à Anderlecht (région de Bruxelles-Capitale), est un scénariste de bande dessinée belge.
Il est surtout connu pour avoir co-créé et scénarisé les séries humoristiques pour la jeunesse L'Élève Ducobu (depuis 1992, avec le dessinateur Godi) et Tamara (depuis 2001, avec le dessinateur Darasse).
Parallèlement, il s'impose comme un auteur particulièrement prolifique de scénarios de bande dessinées, publiant plus d'une centaine d'albums dans des registres divers et pour la plupart des grands éditeurs franco-belges.

## Biographie
Benoît Drousie naît le 12 avril 1962 à Anderlecht,.
Benoît Drousie est instituteur pendant six ans avant de devenir scénariste au début des années 1990. Ses années passées dans l’enseignement lui inspirent les scénarios de ses premiers succès qui se déroulent dans le milieu scolaire, et s'intéressent à des personnages pré-adolescents.

### Débuts de scénariste (années 1990)
Créateur de chansons pour enfants, concepteur de CD-ROM, il travaille un temps comme secrétaire dans la revue Tremplin, un hebdomadaire distribué dans les écoles belges. Il y rencontre la dessinatrice Carine De Brab, qui lui propose de scénariser la série qu'elle vient de créer, Margot et Oscar Pluche. Il s'associe à Falzar, éducateur de formation, pour imaginer les aventures de cette pré-adolescente, issue d'une famille nombreuse, aux côtés d'un chien des rues hyperactif. Six tomes sont publiés par Casterman (1992-1997).
Toujours chez Tremplin, il propose en 1992, en guise de bouche-trou du magazine, une série humoristique dessinée par Godi, L'Élève Ducobu. Le premier album est publié au Lombard en 1995. Peu de temps après, Le Journal de Mickey propose de prépublier la série en France. Zidrou a alors déjà quitté Tremplin pour rejoindre le journal Spirou, toujours avec Falzar.
Ensemble, ils publient un premier scénario dès 1991. Ils animent le magazine sous le nom des « Potaches » où ils placent des scénarios avec la bienveillance du rédacteur en chef. En 1995, Zidrou co-écrit une aventure de Jess Long, un ancien héros du magazine. Puis, après plusieurs histoires courtes, il lance la série humoristique Les Crannibales, avec un vétéran du journal, Jean-Claude Fournier. Le tandem va publier huit albums de gags mettant en scène cette famille d’anthropophages entre 1999 et 2005 aux éditions Dupuis.

### Auteur de BD jeunesse à succès (années 2000)
Parallèlement à ce succès, il signe plusieurs autres séries jeunesse : il reste d'abord fidèle à Carine De Brab, avec qui il lance une série pour les plus petits, Choco, dont trois albums sont publiés par Casterman entre 2001 et 2003, mais ils relancent surtout ensemble Margot et Oscar Pluche aux éditions Dupuis sous le titre Sac à puces. La série, prépubliée dans Spirou passe pour l'occasion d'histoires courtes à de grandes aventures en 44 planches. Neuf albums sont ainsi publiés durant les années 2000.
Enfin, toujours chez Spirou, il crée la série humoristique Le Boss avec Philippe Bercovici, personnage portant les traits de Thierry Tinlot, le rédacteur en chef de Spirou. Huit albums sont publiés chez Dupuis durant les années 2000.
Mais Zidrou connaît aussi deux gros succès publics : avec le dessinateur Darasse, il crée en 2001 pour Spirou, le personnage de Tamara, petite adolescente enrobée de classe populaire. La série est un joli succès pour les éditions Dupuis, en connaissant plus de quinze albums, mais aussi une double adaptation cinématographique sortie en 2015 et 2018.
Le deuxième gros succès du scénariste est publié aux éditions du Lombard : L'Élève Ducobu, comme Tamara est toujours en cours de publication, avec 27 albums au compteur et une trilogie cinématographique, à succès. Deux séries dérivées ont aussi été lancées au début des années 2010 : L'Instit' Latouche et Léonie.
Parallèlement à ces succès, Zidrou s'aventure aussi en dehors de la BD jeunesse aux éditions Casterman, il lance une éphémère série d'humour noir, Scott Zombi (2002-2004) et pour la collection « Repérages » de Dupuis, il signe Mèche rebelle avec Matteo (2003-2004), lui permettant de raconter des aventures d'adolescents à l'humour noir. Mais les ventes sont insuffisantes. L'éditeur la relance donc sous un nouveau nom, ProTECTO, le tome 0, publié en 2006, regroupant les deux tomes de Mèche rebelle. Mais la série ne dépasse pas le tome 2, sorti en 2007.
Puis en 2009, il publie un recueil de nouvelles dessinées : La Vieille Dame qui n'avait jamais joué au tennis et autres nouvelles qui font du bien, auquel participent plusieurs dessinateurs hispanophones aux éditions Dupuis. Cet album annonce la couleur de la décennie 2010, placée sous le sceau de la chronique familiale et à destination d'un public plus large.

### Diversification et reprises (années 2010)
Il s'impose comme un scénariste extrêmement prolifique, en écrivant les scénarios de très nombreux one-shots, romans graphiques et diptyques destinés à des publics différents, majoritairement publiés par Dargaud. L'occasion de collaborer avec plusieurs dessinateurs aux styles très différents, pour un accueil critique positif.
Avec Jordi Lafebre, il signe le récit historique Lydie (Dargaud, 2010), puis le diptyque La Mondaine (Dargaud, 2014), un autre portrait de femme. En 2015, ils lancent ensemble une nouvelle série, intitulée Les Beaux Étés, qui raconte les vacances d'été d'une famille belge dont le père est auteur de bande dessinée, six albums paraissent chez Dargaud (2015-2021).
En 2011, il forme un nouveau tandem avec Raphaël Beuchot avec lequel il signe d'abord un conte africain fantastique, Le Montreur d'Histoires (Le Lombard, 2011), puis raconte l'Afrique coloniale avec Tourne-Disque (Le Lombard, 2014) et il clôt cette Trilogie Africaine, en parlant de l'excision dans Un tout petit bout d'elles (Le Lombard, 2016).
En 2012, il entame une collaboration avec le dessinateur avec Francis Porcel d'abord avec une plongée dans les horreurs de la guerre Les Folies Bergère (Dargaud, 2012), puis ils explorent le Moyen Âge  avec Bouffon (Dargaud, 2015) et le récit d'aventures Chevalier Brayard (Dargaud, 2017).
Avec Oriol, il raconte le passé d'un mafioso repenti dans La Peau de l'Ours (Dargaud, 2010),, puis imagine le conte cruel Les trois fruits,, l'histoire de la déchéance d'un homme à la moralité ambigüe (Dargaud, 2015) ; le duo explore ensuite le monde de l'art avec Natures Mortes (Dargaud, 2017).
À partir de 2013, avec Benoît Springer il conçoit des romans graphiques aux thématiques adultes et sombres : avec Le Beau Voyage (Dargaud, 2013),,,, ils abordent la question du deuil d'un enfant. Puis avec L'Indivision (Futuropolis, 2015), ils racontent une histoire d'amour interdite. Ils signent ensuite un thriller assez violent avec La Petite Souriante (Dupuis, 2018),.
Avec le dessinateur nantais Arno Monin il conçoit le one shot racontant une tranche de vie d'une adolescente rebelle et gothique avec Merci publié dans la collection « Grand Angle » chez Bamboo, en 2014. En 2016, ils entament L'Adoption, toujours pour Bamboo (2016-2021), constitué de deux cycles de deux tomes.
Malgré tous ces projets, Zidrou collabore avec d'autres auteurs autour de sujets encore plus diversifiés : avec Man, il plonge dans le milieu de la prostitution pour Le Client (Dargaud, 2013) ; en collaboration avec Matteo, il conçoit la trilogie historico-fantastique Marina (Dargaud, 2013-2016) ; sur un dessin de Roger, il s'attèle au sujet de la prise en charge aux personnes handicapées avec Pendant que le roi de Prusse faisait la guerre qui donc lui reprisait ses chaussettes ? (Dargaud, 2013). Il s'intéresse aussi aux tueurs en série avec Rosko pour le dessinateur Alexeï Kispredilov (Delcourt, 2014-2017) ; il imagine une histoire policière pour la collection « Ligne Noire », dessinée par Philippe Berthet ; avec Aimée de Jongh, il relate une histoire d'amour de personnes âgées dans L'Obsolescence programmée de nos sentiments (Dargaud, 2018) ; c'est la dessinatrice Édith qui met en images sa romance Emma G. Wildford (Soleil, 2017).
Il reste cependant proche du monde de l'enfance : après la poursuite sa collaboration avec Carine De Brab avec une troisième série pour les tout petits - Zigo le Clown (chez Milan, 2010), il tente avec Ludo Borecki et Benoît Ers de lancer une série d'aventure horrifique pour les éditions Dupuis, intitulée Tueur de Mamans. Mais la série ne dépasse pas un premier cycle de deux tomes publiés en 2013. Mais avec Serge Ernst, il lance en 2012 chez Bamboo la série jeunesse Boule à zéro, racontant le quotidien d'une petite fille hospitalisée, pour laquelle ils recevront plusieurs récompenses.
Parallèlement à ces multiples projets, il s'essaie à la reprise de plusieurs classiques de la bande dessinée franco-belge : La Ribambelle (deux tomes, Dargaud, 2011-2012), Chlorophylle (un album, Le Lombard, 2014) ; Les Nouvelles Enquêtes de Ric Hochet (depuis 2015, sept albums) ; Clifton (deux tomes, 2016-2017) ; Léonard (à partir du tome 47, en 2016) ; ou encore un album de la série anthologique Le Spirou de… (Dupuis, 2016), avec Frank Pé au dessin.
En 2017, autre adaptation de succès établi, il transpose en bande dessinée un best-seller de Romain Puértolas sur un dessin de Kyung Eun Park, pour l'éditeur Jungle.
En 2018, il écrit un roman graphique dessiné par Jan Bosschaert Horizontale - Journal d'une grossesse allongée chez Le Lombard ainsi que L’Obsolescence programmée de nos sentiments pour Aimée de Jongh chez Dargaud, cet album est primé du titre d'album de l'année aux Prix Stripschap aux Pays-Bas et reçoit le prix Rudolph Dirks en Allemagne en 2019. En 2019, avec Laurent Bonneau, il livre le thriller Les Brûlures (Bamboo, « Grand Angle », 2019),, et il commence avec Francis Porcel la série de science-fiction Les Mentors (Bamboo, « Grand Angle », 2019-2020). Lors de bd BOUM édition 2019, le prix Jacques Lob du scénario lui est décerné.

### Les années 2020
Avec son complice Frank Pé, il entame un diptyque La Bête,,,, une version toute personnelle du personnage du Marsupilami chez Dupuis en 2020. Avec Éric Maltaite, ils publient L'Instant d'après (Dupuis),. Ce même duo enchaîne en février 2022, avec une nouvelle série Hollywood land dans Fluide glacial, l'album est publié en octobre par Audie.
En 2021, il publie le one shot La Baleine bibliothèque avec Judith Vanistendael aux éditions Le Lombard pour lequel, ils se partagent le Prix Willy-Vandersteen lors de la remise des Prix Atomium. Toujours dans le registre des récompenses, l'Académie Rossel, lui décerne la même année son Grand prix pour l'ensemble de son œuvre. Il publie encore Amore avec David Merveille dans la collection « Mirages » aux éditions Delcourt et Even avec Alexeï Kispredilov chez le même éditeur. 
Il écrit un conte fantastique mis en image par Paul Salomone : Celle qui fit le bonheur des insectes, publié par Daniel Maghen en 2022. L'année suivante, il livre le 54e tome de Léonard, ainsi qu'il contribue au Tintin numéro spécial 77 ans. Il retrouve David Merveille pour Alessia,, en 2024.
Zidrou réside et travaille en Espagne.

## Œuvre

### One shots
Par ordre alphabétique
- Alessia, Delcourt, coll. « Mirages », Paris, 9 octobre 2024
Scénario : Zidrou - Dessin et couleurs : David Merveille -  (ISBN 9782413083061)
- Amore[150], Delcourt, coll. « Mirages », Paris, 2021
Scénario : Zidrou - Dessin et couleurs : David Merveille -  (ISBN 978-2-413-01122-4)
- Le Beau Voyage, Dargaud, Paris, 2013
Scénario : Zidrou - Dessin et couleurs : Benoît Springer -  (ISBN 978-2-505-01633-5)
- Bob et Bobette (Hommage), tome 3 : Le Reboutant Rebouteux, De Standaard, 2019
Scénario : Zidrou - Dessin : Jean-Marc Krings - Couleurs : Véra Daviet -  (ISBN 978-90-02-02659-1)
- Bouffon, Dargaud, 2015
Scénario : Zidrou - Dessin et couleurs : Francis Porcel -  (ISBN 978-2-505-06169-4)
- Les Brûlures[151], Bamboo Édition, coll. « Grand Angle », Charnay-lès-Mâcon, 6 mars 2019
Scénario : Zidrou - Dessin et couleurs : Laurent Bonneau -  (ISBN 978-2-8189-6677-8)
- Celle qui fit le bonheur des insectes[62],[152], Daniel Maghen, Paris, 13 octobre 2022
Scénario : Zidrou - Dessin et couleurs : Paul Salomone -  (ISBN 978-2-356-74109-7)
- Chevalier Brayard, Dargaud, 2017
Scénario : Zidrou - Dessin et couleurs : Francis Porcel -  (ISBN 978-2-505-06667-5)
- Le Client[153], Dargaud, Paris, 2013
Scénario : Zidrou - Dessin et couleurs : Man -  (ISBN 978-2-505-01672-4)
- La Crevette[154],[155],[156], Le Lombard, Bruxelles, 7 février 2025
Scénario : Zidrou - Dessin : Paul Salomone - Couleurs : quadrichromie -  (ISBN 978-2-8082-1213-7)
- Le Crime qui est le tien[157],[158], Dargaud, coll. « Ligne noire », Bruxelles, 2015
Scénario : Zidrou - Dessin : Philippe Berthet - Couleurs : David D. -  (ISBN 978-2-505-06343-8)
- Emma G. Wildford, Soleil Productions, coll. « Noctambule », Toulon, 2017
Scénario : Zidrou - Dessin et couleurs : Édith -  (ISBN 978-2-302-06397-6)
- L'Extraordinaire Voyage du fakir qui était resté coincé dans une armoire Ikéa, Éditions Jungle, Bruxelles, 2017
Scénario : Falzar, Zidrou - Dessin : Kyung Eun Park, Samir Dahmani - Couleurs : 1ver2ânes -  (ISBN 978-2-8222-1584-8),adaptation du roman éponyme de Romain Puértolas.
- Les Folies Bergère, Dargaud Benelux, Bruxelles, 2012
Scénario : Zidrou - Dessin : Francis Porcel -  (ISBN 978-2-505-01390-7)
- Horizontale - Journal d'une grossesse allongée[159], Le Lombard, Bruxelles, 2018
Scénario : Zidrou - Dessin : Jan Bosschaert - Couleurs : Julie Swolfs -  (ISBN 978-2-8036-3707-2)
- L'Indivision, Futuropolis, Paris, 2015
Scénario : Zidrou - Dessin et couleurs : Benoît Springer -  (ISBN 978-2-7548-1003-6)
- L'Instant d'après[52],[160], Dupuis, Marcinelle, mars 2020
Scénario : Zidrou - Dessin et couleurs : Éric Maltaite -  (ISBN 978-2-8001-7079-4)
- Joyeuses nouvelles pour petits adultes et grands enfants[161], Dupuis, coll. « Bonne nouvelle », Marcinelle, 2010
Scénario : Zidrou - Dessin : Alexeï Kispredilov, Denis Bodart, Édith, Frank, Mio Franco, Jordi Lafebre, Oriol, Roger, Laurent Van Beughen, Will -  (ISBN 978-2-8001-4848-9)
- Lydie, Dargaud, coll. « Long courrier », 2010
Scénario : Zidrou - Dessin et couleurs : Jordi Lafebre -  (ISBN 978-2-505-00808-8)
- Le Spirou de… La Lumière de Bornéo[162],[163],[164], Dupuis, 2016
Scénario : Frank Pé et Zidrou - Dessin : Frank Pé - Couleurs : Cerise -  (ISBN 978-2-8001-6736-7)
- Merci, Bamboo, coll. « Grand Angle », 2012
Scénario : Zidrou - Dessin et couleurs : Arno Monin -  (ISBN 978-2-8189-3215-5)
- Natures mortes, Dargaud, coll. « Autre regard », Paris, 2017
Scénario : Zidrou - Dessin et couleurs : Oriol -  (ISBN 978-2-505-06801-3)
- L’Obsolescence programmée de nos sentiments, Dargaud, Paris, 2018
Scénario : Zidrou - Dessin et couleurs : Aimée de Jongh -  (ISBN 978-2-505-06756-6)
- Pendant que le roi de Prusse faisait la guerre, qui lui reprisait ses chaussettes ?, Dargaud, 2013
Scénario : Zidrou - Dessin et couleurs : Roger Ibañez Ugena -  (ISBN 978-2-505-01707-3)
- La Petite Souriante, Dupuis, coll. « Grand Public », Marcinelle, 2018
Scénario : Zidrou - Dessin : Benoît Springer - Couleurs : Séverine Lambour et Benoît Springer -  (ISBN 978-2-8001-6859-3)
- Les Promeneurs sous la lune[165],[166], Rue de Sèvres, Paris, 19 mars 2015
Scénario : Zidrou - Dessin et couleurs : Mai Egurza -  (ISBN 978-2-369-81105-3)
- Les Trois Fruits, Dargaud, coll. « Autre regard », 2015
Scénario : Zidrou - Dessin et couleurs : Oriol -  (ISBN 978-2-505-01941-1)
- La Vieille Dame qui n'avait jamais joué au tennis et autres nouvelles qui font du bien [17],[167], Dupuis, Marcinelle, 2009
Scénario : Zidrou - Dessin : Sergio Cordoba, Monsieur H., José Homs, Maly Siri, Esther Gili, Pedro J. Colombo, Jordi Lafebre, Jordi Sampere, Laurent Van Beughen - Couleurs : quadrichromie -  (ISBN 978-2-8001-4357-6)

### Livres jeunesse
- Maman robot[174], ill. Nadine van der Straeten, Casterman, coll. « Je commence à lire », 1993  (ISBN 2-203-11071-6)
- La Baleine et le corsaire[175], ill. David Merveille, Bruxelles, Artis - Historia, 1996  (ISBN 2-87391-127-1)
- L'Auto de Roberto, illustration Sébastien Chebret, Casterman, coll. « Les albums Casterman », 2016  (ISBN 9782203117273)
- Pourquoi, un jour, il faut se résoudre à abandonner son nounours adoré, ill. Sébastien Chebret, Les 400 coups, coll. « Grimace », 2017  (ISBN 9782895406860)
- À quoi rêvent les crayons le soir, au fond des cartables ?, ill. David Merveille, Mijade, coll. « Grimace », 2017  (ISBN 9782807700178)
- Papy bedon, ill. Sébastien Chebret, Auzou, 2021  (ISBN 9782733883136)
- Qui-n’a-rien Qui-a-tout, ill. Sébastien Chebret, La Joie de lire, 2024  (ISBN 9782889086504)

## Réception

### Prix et distinctions
- 2004 :  prix Saint-Michel jeunesse pour L'Élève Ducobu, t. 10 : Miss dix sur dix avec Godi[176] ;
- 2010 :  prix Diagonale du meilleur album, avec Jordi Lafebre, pour Lydie[177] ;
- 2012 :  prix du Conseil Général au Festival BD de Blois avec Serge Ernst pour Boule à zéro[178] ;
- 2013 :  prix « Jeunesse » du Festival international de la bande dessinée de Chambéry avec Serge Ernst pour Boule à zéro[179] ;
- 2017 :  prix Saint-Michel du meilleur album francophone pour L'Adoption, t. 2 : La Garùa avec Arno Monin (dessinateur)[180] ;
- 2018 : 
  -  prix de la BD Fnac Belgique[181] pour L’Adoption, tome 2 :  La Garùa avec Arno Monin ;
  -  prix Stripschap : Album de l'année pour L'Obsolescence programmée des sentiments avec Aimée de Jongh[40] ;
- 2019 : 
  -  prix Rudolph Dirks dans la catégorie Romance/Love Story pour L'Obsolescence programmée des sentiments avec Aimée de Jongh[182] ;
  -  prix Cognac du meilleur one-shot ou diptyque de BD pour Les Brûlures avec Laurent Bonneau[183] ;
  -  prix Jacques Lob du scénario lors du festival bd BOUM édition 2019[47].
- 2021 : 
  -  prix Willy-Vandersteen avec Judith Vanistendael lors de la remise des Prix Atomium pour La Baleine bibliothèque[58] ;
  -  Grand prix de l’Académie Rossel de bande dessinée pour l'ensemble de son œuvre[184].

### Hommage
Le 14 septembre 2018, la ville de Bruxelles inaugure la fresque imaginée par Turk, la première consacrée à un scénariste qui orne le pignon du 22 rue de l’Abattoir au lieu-dit la Tour à Plombs.

### Postérité
Selon Patrick Gaumer, Zidrou renouvelle la création classique humoristique avec un sens inné de la dérision.

#### Livres
: document utilisé comme source pour la rédaction de cet article.
- Patrick Gaumer, « Zidrou », dans Dictionnaire mondial de la BD, Paris, Larousse, 2010, 953 p., ill. ; 27 cm (ISBN 978-2-0358-4331-9 et 2-0358-4331-6, OCLC 920924930, présentation en ligne), p. 934-5. .
- Pascale Eben et Karine Magis, Répertoire des auteurs et illustrateurs de livres pour l'enfance et la jeunesse en Wallonie et à Bruxelles, Bruxelles, Wallonie-Bruxelles International, 2014, 192 p., ill. ; 26 cm (ISBN 9782930758008 et 2930758007, OCLC 944278134, lire en ligne), p. 173. .

#### Périodiques
- Thierry Tinlot, « Les aventures d'un journal : De Boula à Tamara », Spirou, Dupuis, no 3662,‎ 18 juin 2008, p. 25 (ISSN 0771-8071)
- Henri Filippini, « Lydie : impasse du bébé à moustaches », dBD, no 42,‎ avril 2010, p. 69.
- Zidrou (interviewé par Jean-Philippe Renoux), « Zidrou aux Folies Bergère », Zoo, no 42,‎ septembre 2012, p. 24
- Zidrou (interviewé) et Thierry Wagner, « Papa est mort », Casemate, no 55,‎ janvier 2013, p. 38-39.
- Zidrou (interviewé) et Jean-Pierre Fuéri, « Zidrou, c'est fou », Casemate, no 99,‎ janvier 2017, p. 70-71.
- Zidrou (interviewé par Olivier Piffault), « Zidrou, scénariste imprévisible », La revue des livres pour enfants, no 307,‎ juin 2019, p. 114-135 (lire en ligne [PDF]).
- Jean-Pierre Fuéri, « Shi, tome 4 : vengeances de femmes », Casemate, no 132,‎ janvier 2020, p. 43.

#### Articles
- Zidrou et Francis Porcel (interviewé par Pierre Burssens), « Entretien avec Porcel et Zidrou », Auracan,‎ 9 septembre 2015 (lire en ligne, consulté le 30 septembre 2023).
- François Saint-Amand, « "L'instant d'après" et "Géante", deux bandes dessinées au récit neuf et atypique », RTBF,‎ 11 mai 2020 (lire en ligne, consulté le 17 juin 2022).